# Ново Железаре
Ново Железаре е село в Южна България. То се намира в община Хисаря, област Пловдив.

## История
Старото име на село Ново Железаре е Демирнова махала. Съборът на селото е на 1 май. Църквата „Свети Атанас“ е изградена в 1894 година от дебърския майстор строител Христо Костов.